# Byun Yo-han
Byun Yo-han (en hangul, 변요한) (Incheon, Corea del Sur, 29 de abril de 1986) es un actor surcoreano.

## Biografía
Es hijo de Kim Hyun-sook. Estudió en la Universidad Nacional de Artes de Corea. Es buen amigo de los actores Ji Soo, Ryu Jun-yeol, Suho y Lee Dong-hwi, el grupo es conocido como "BYH48".

## Carrera
Es miembro de la agencia Saram Entertainmen.
Ha aparecido en sesiones fotográficas para "Marie Claire", "'L'officiel Japan", "1st Look", "Nylon", entre otros. 
En 2014, se unió al elenco de la serie Misaeng, donde interpretó a Han Seok-yool. Ese mismo año apareció en la película de crimen y drama Tinker Ticker donde dio vida a Park Jung-gu, un hombre que envía bombas caseras con dispositivos que no sirven a la gente que encuentra en línea, que pronto se ve atrapado en una situación que no puede manejar cuando conoce al impredecible y peligroso universitario delincuente Lee Hyo-min (Park Jung-min).
En 2015 se unió al elenco principal de la serie Ex-Girlfriend Club, donde interpretó a Bang Myung-soo, un escritor popular de webtoons que decide escribir una serie de webtoon sobre sus tres relaciones pasadas, que termina enamorándose de la productora Kim Soo-jin (Song Ji-hyo).
Ese mismo año se unió al elenco principal de la serie Six Flying Dragons, donde dio vida a Ddang-sae aka. Lee Bang-ji, el mejor espadachín de Samhan, Corea, hasta el final de la serie en el 2016. El actor Yoon Chan Young interpretó a Ddang-sae de joven. También se unió al thriller Socialphobia donde interpretó a Ji-woong.
En enero del 2019 se anunció que se había unido al elenco principal del nuevo drama City of Stars donde interpretaría a Yoo Dong-ha, un mecánico de mantenimiento de aeronaves livianas que sufre de claustrofobia después de involucrarse en un accidente cuando estaba sirviendo en la fuerza aérea. Sin embargo en marzo del mismo año se anunció que Yo-han se había retirado del proyecto.En octubre del mismo año se anunció que se había unido al elenco de la película Voice.
El 9 de enero del 2020 se anunció que se había unido al elenco principal de la película japonesa The Sun Does Not Move donde interpretará a David Kim, un espía que está en la búsqueda de la misteriosa información.En septiembre del mismo año se anunció que estaba en pláticas para unirse al elenco de la película She Died.
En junio de 2021 se unió al elenco principal de la serie Black Out, donde da vida a Go Jung-woo, un estudiante de medicina que se ve acusado de la muerte de dos compañeros, hecho del que nada recuerda, y tras diez años en la cárcel vuelve al pueblo para esclarecer los hechos. La serie se estrenó con mucho retraso, agosto de 2024.

## Filmografía

### Series de televisión
| Año     | Título               | Personaje               | Notas        | Ref.          |
| ------- | -------------------- | ----------------------- | ------------ | ------------- |
| 2012    | Vampire Prosecutor 2 | Kim Joon                |              |               |
| 2014    | God's Quiz           | Estudiante de Arte      | Ep. 4.9      |               |
| 2014    | Misaeng              | Han Seok-yool           | 17 episodios |               |
| 2015    | Ex-Girlfriend Club   | Bang Myung-soo          | 12 episodios |               |
| 2015-16 | Six Flying Dragons   | Ddang-sae / Lee Bang-ji | 48 episodios |               |
| 2018    | Mr. Sunshine         | Hui-seong               | 24 episodios |               |
| 2022    | Snow White Must Die  | Go Jung-woo             |              |               |
| 2024    | Uncle Samsik         | Kim San                 | 10 episodios | [ 24 ]        |
| 2024    | Black Out            | Go Jung-woo             |              | [ 25 ] [ 26 ] |

### Películas
| Año  | Título                | Personaje              | Notas                                                                                              | Ref.          |
| ---- | --------------------- | ---------------------- | -------------------------------------------------------------------------------------------------- | ------------- |
| 2013 | Cold Eyes             | "M3"                   | Junto a Jung Woo-sung, Han Hyo-joo, Sol Kyung-gu, Jin Kyung, Kim Byeong-ok y Lee Jun-ho            |               |
| 2014 | Tinker Ticker         | Park Jung-gu           | Junto a Park Jung-min, Kim Hee-chang, Oh Chang-kyung, Park Seong-il, Yoon Dae Hyung y Lee Si-won   | [ 27 ]        |
| 2014 | No Tears for the Dead | Song Joon-ki           | |               |
| 2015 | Socialphobia          | Ji-woong               | Junto a Lee Joo-seung, Ryu Jun-yeol, Ha Yoon-kyung, Yoo Dae-hyeong y Park Keun-rok                 |               |
| 2015 | Madonna               | Dr. Im Hyeok-gyu       | Junto a Seo Young-hee, Kwon So hyun, Ko Seo-hee, Yoo Soon-chul y Kim Young-min                     |               |
| 2016 | Phantom Detective     | Miembro de Gwangeunhwe | Junto a Lee Je Hoon, Kim Sung-kyun, Go Ara, Kim Min-seok, Byun Yo-han, Roh Jeong-eui y Hwang Bo-ra | [ 28 ]        |
| 2016 | Will You Be There?    | Soo-hyun               | | [ 29 ] [ 30 ] |
| 2017 | A Day                 | Lee Min-chul           | Junto a Kim Myung-min, Yoo Jae-myung, Jo Eun-hyung, Shin Hye-sun e Im Ji-kyu                       | [ 31 ]        |
| 2018 | My Dream Class        | Han Gi-tak             | Junto a Gong Seung Yeon y Park Hee-soon - corto                                                    | [ 32 ]        |
| 2020 | Voice                 | Seo-Joon               | Junto a Kim Mu-yeol                                                                                |               |
| 2021 | The Sun Does Not Move | David Kim              | Junto a Tatsuya Fujiwara, Ryoma Takeuchi, Han Hyo-joo y Hayato Ichihara                            |               |
| 2021 | The Book of Fish      | Jang Chang-dae         | Junto a Sol Kyung-gu, Ryu Seung-ryong, Lee Jung-eun, Min Do-hee y Kang Ki-young                    | [ 33 ] [ 34 ] |
| 2022 | Hansan: Rising Dragon | Wakisaka               | Junto a Park Hae-il, Ahn Sung-ki, Son Hyun-joo, Kim Sung-kyu y Ok Taec-yeon.                       | [ 35 ]        |
| 2024 | Following             | Gu Jeong-tae           | Junto a Shin Hye-sun y Lee El                                                                      | [ 36 ] [ 37 ] |

### Musicales
| Año  | Título | Personaje | Notas                                                           | Ref.                 |
| ---- | ------ | --------- | --------------------------------------------------------------- | -------------------- |
| 2016 | Hedwig | Hedwig    | Junto a Jo Jung-suk, Yoon Do-hyun, Jo Seung-woo y Jung Mon Sung | [ 38 ] [ 39 ] [ 40 ] |

## Premios y nominaciones
| Año  | Premio                               | Categoría                                            | Trabajo                  | Resultado |
| ---- | ------------------------------------ | ---------------------------------------------------- | ------------------------ | --------- |
| 2014 | 40th Seoul Independent Film Festival | Premio Independent Star                              | Socialphobia             | Ganó      |
| 2015 | 2nd Wildflower Film Award            | Mejor actor revelación                               | Tinker Ticker            | Nominado  |
| 2015 | 51st Baeksang Arts Award             | Mejor actor revelación (cine)                        | Socialphobia             | Nominado  |
| 2015 | 24th Buil Film Award                 | Mejor actor revelación                               | Socialphobia             | Ganó      |
| 2015 | 36th Blue Dragon Film Award          | Mejor actor revelación                               | Socialphobia             | Nominado  |
| 2015 | 4th APAN Star Award                  | Mejor actor revelación (junto a Nam Joo-hyuk)        | Who Are You: School 2015 | Ganaron   |
| 2015 | 4th APAN Star Award                  | Mejor actor revelación                               | Misaeng                  | Nominado  |
| 2015 | 23rd SBS Drama Award                 | Premio a la excelencia, actor en serie de televisión | Six Flying Dragons       | Ganó      |
| 2015 | 23rd SBS Drama Award                 | Premio Nueva Estrella                                | Six Flying Dragons       | Ganó      |
| 2016 | 52nd Baeksang Arts Award             | Mejor actor revelación                               | Six Flying Dragons       | Nominado  |
| 2016 | 52nd Baeksang Arts Award             | Premio a la popularidad                              | Six Flying Dragons       | Nominado  |
| 2021 | 57th Baeksang Arts Award             | Mejor actor (cine)                                   | The Book of Fish         | Nominado  |